# Cercocarpus eximius
Cercocarpus eximius là loài thực vật có hoa trong họ Hoa hồng. Loài này được (C.K. Schneid.) Rydb. mô tả khoa học đầu tiên năm 1913.